# Goffredo Casalis
Goffredo Casalis (Saluzzo, 9 luglio 1781 – Torino, 10 marzo 1856) è stato un abate e storico italiano.

## Biografia
Di umili origini e orfano di padre, fu accolto fin da ragazzo al seminario di Saluzzo gratuitamente, ove studiò fino all'ordinazione sacerdotale. Conseguì, non senza difficoltà, il dottorato in Belle Lettere presso l'Università di Torino.
Iniziò, suo malgrado, l'attività di precettore per le ricche famiglie torinesi, ma, a causa della sua modesta condizione e per le pressioni dei padri Gesuiti, cercò di intraprendere un'attività che gli garantisse il tempo e la sicurezza economica per metterlo in condizione di continuare i suoi studi storiografici.
Nel 1833 Carlo Alberto fondò la "Regia Deputazione sopra gli studi di Storia patria" permettendone l'accesso, fino a quel momento negato, agli studiosi.
Grazie a questa nuova possibilità, nacque l'idea di raccogliere in un'unica opera tutte le informazioni su ogni singolo comune e villaggio dello Stato Sabaudo: un'impresa che assumerà il nome di Dizionario geografico storico-statistico-commerciale degli Stati di S. M. il Re di Sardegna.
Nel 1838 erano stati completati solo 3 volumi, nel 1855 i volumi pubblicati erano 26. Questa immane opera lo impegnò per tutta la vita, e malgrado non avesse mai goduto di ottima salute, riuscì a portare a termine l'impresa anche grazie alla collaborazione con Vittorio Angius. Morì un anno dopo l'ultimazione del suo "Dizionario".
Tale opera è costantemente studiata e citata dagli storici grazie al rigore e minuziosità con la quale è stata redatta.

## Dizionario geografico, storico, statistico, commerciale degli stati di S. M. il Re di Sardegna

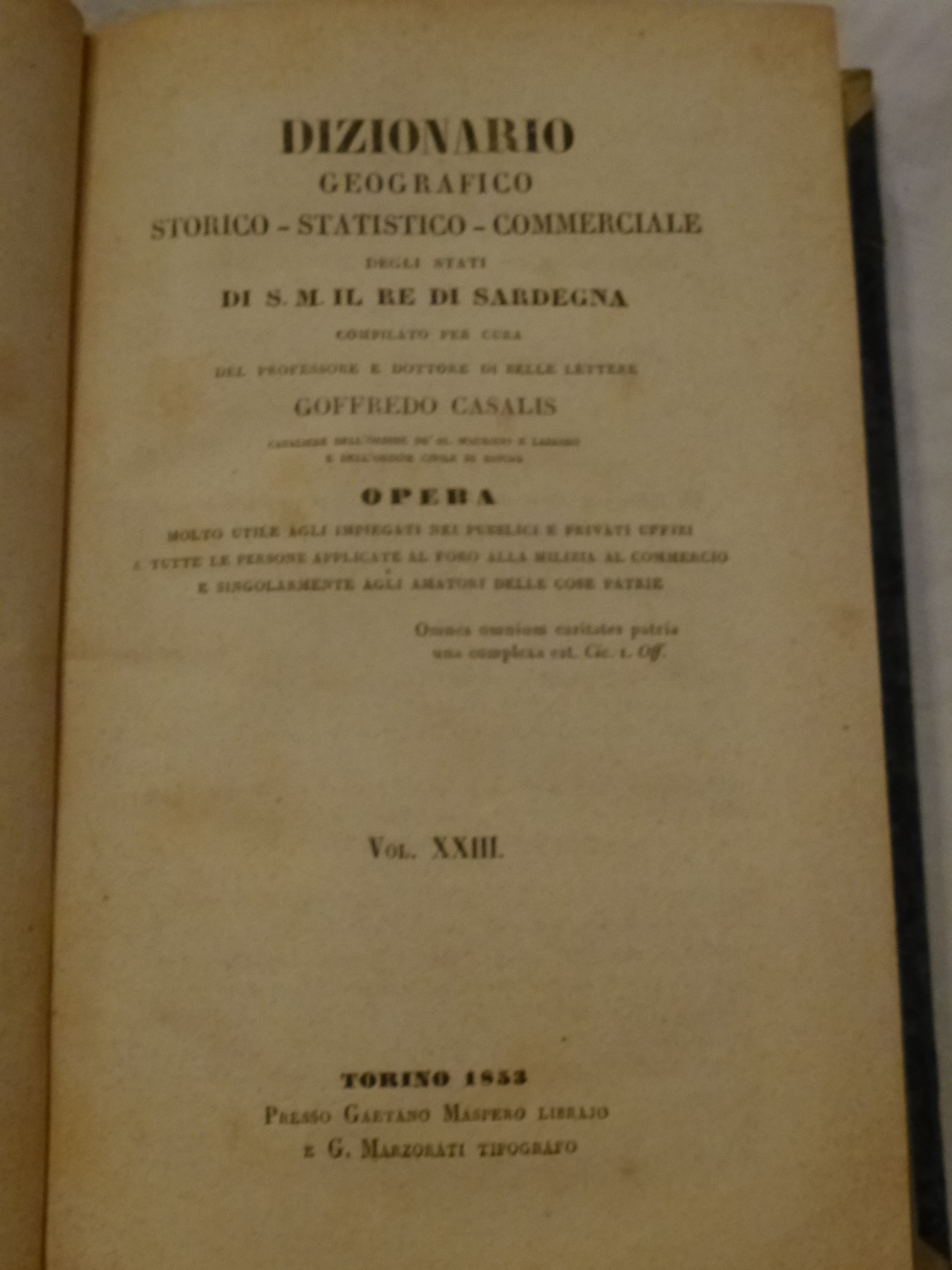
Frontespizio del volume XXIII del Dizionario

I volumi del Dizionario del Casalis furono pubblicati a Torino presso l'editore G. Maspero librajo e Cassone, Marzorati, Vercellotti tipografi.
| Volume       | Data di pubblicazione | Pagine | Testo in formato elettronico     |
| ------------ | --------------------- | ------ | -------------------------------- |
| I            | 1833                  | 531    | Abbadia - Azzara                 |
| II           | 1834                  | 784    | Baceno - Buzalla                 |
| III          | 1836                  | 790    | Cabella - Casale                 |
| IV           | 1837                  | 787    | Casale - Chieri                  |
| V            | 1839                  | 850    | Chiesa - Cuzago                  |
| VI           | 1840                  | 916    | Dagnente - Furtei                |
| VII          | 1840                  | 1366   | Gabiano - Genova                 |
| VIII         | 1841                  | 696    | Genuri - Keremule                |
| IX           | 1841                  | 1008   | La Balma - Luzzano               |
| X            | 1842                  | 798    | Macello - Mondovì                |
| XI           | 1843                  | 1026   | Mondrone - Nizza Marittima       |
| XII          | 1843                  | 775    | Noasca - Nus                     |
| XIII         | 1845                  | 837    | Obiano - Oyace                   |
| XIV          | 1846                  | 1193   | Pabillonis - Piemonte            |
| XV           | 1847                  | 822    | Pierlaz - Putifigari             |
| XVI          | 1847                  | 671    | Quadrate - Rutort                |
| XVII         | 1848                  | 879    | Sabbia - Saluzzo                 |
| XVIII        | 1849                  | 812    | Salza - Sardara                  |
| XVIII bis    | 1851                  | 774    | Sardegna                         |
| XVIII ter    | 1853                  | 930    | Sardegna                         |
| XVIII quater | 1856                  | 795    | Sardegna                         |
| XIX          | 1849                  | 944    | Sardieres - Serrenti             |
| XX           | 1850                  | 1014   | Serrières - Torgnon              |
| XXI          | 1851                  | 1144   | Torino                           |
| XXII         | 1852                  | 1013   | Torino                           |
| XXIII        | 1853                  | 902    | Tornaco - Verboux                |
| XXIV         | 1853                  | 650    | Vercelli                         |
| XXV          | 1854                  | 566    | Verd - Vintebbio                 |
| XXVI         | 1854                  | 673    | Vinzaglio - Zurzana              |
| XXVII        | 1855                  | 700    | Appendice: Abai - Buttogno       |
| XXVIII       | 1856                  | 762    | Appendice: Cadarafagno - Zerbolò |